# Fernsehturm Sapporo

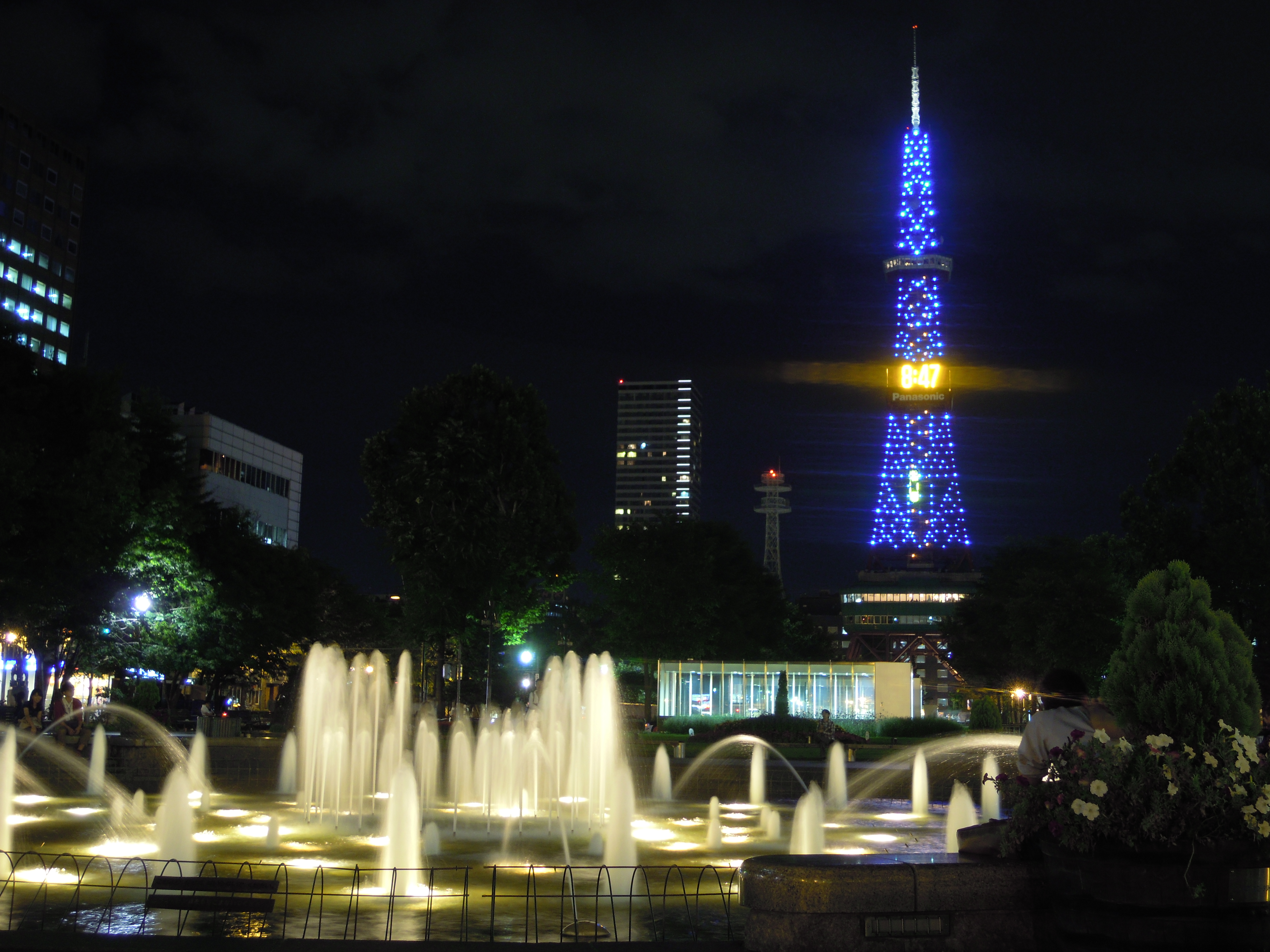
Nacht

Der Fernsehturm Sapporo (jap. さっぽろテレビ塔, Sapporo-terebi-tō) ist ein 147,2 Meter hoher Sendeturm mit einer für Touristen geöffneten Aussichtsplattform in 90,38 Metern Höhe. Er befindet sich in der japanischen Stadt Sapporo auf der Insel Hokkaidō. Der in Stahlfachwerkbauweise ausgeführte Turm wurde 1957 erbaut.